# The Thor Trilogy
The Thor Trilogy (conosciuto anche come Caves of Thor) è un videogioco d'azione a labirinti pubblicato nel 1989 da Apogee Software. È stato sviluppato da Todd Replogle sotto l'etichetta Scenario Software. Nel dicembre 2005 il gioco è stato distribuito come freeware.

## Modalità di gioco
Intrappolati nelle caverne di Thor, occorre trovare tre oggetti sparsi per i livelli, poco lineari. Il gioco sfrutta i caratteri ASCII per rappresentare la grafica, e lo speaker interno per l'audio. L'interfaccia è simile a titoli come Kingdom of Kroz, della stessa Apogee, e ZZT.
È suddiviso in tre volumi, il primo dei quali inizialmente distribuito come shareware:
- Volume I: Caves of Thor
- Volume II: Realm of Thor
- Volume III: Thor's Revenge

## Musiche
Il gioco include le versioni PC speaker di pezzi di musica classica: Il Volo del Calabrone, di Rimsky-Korsakov; due preludi da Il clavicembalo ben temperato, di J.S. Bach, e Solfeggietto, di Carl Philipp Emanuel Bach.